# Osiny (powiat starachowicki)
Osiny – wieś w Polsce położona w województwie świętokrzyskim, w powiecie starachowickim, w gminie Mirzec.
W przeszłości prywatna wieś duchowna cystersów wąchockich, położona w drugiej połowie XVI wieku w powiecie radomskim województwa sandomierskiego. W latach 1975–1998 miejscowość należała administracyjnie do województwa kieleckiego. 
Osiny są siedzibą rzymskokatolickiej parafii Matki Boskiej Częstochowskiej. We wsi znajduje się kościół parafialny pw. Matki Bożej Częstochowskiej.
Funkcjonuje także jednostka Ochotniczej straży pożarnej

## Historia
Przed 1368 rokiem wieś była własnością biskupów krakowskich, przeszła na  własność klasztoru cystersów w Wąchocku około 1368 roku, po zamianie Brzezia, Krajkowa i Ksany, na resztę gruntów Mirca i wieś Osiny.
Według Długosza (1470-90) (Długosz Lib. Ben. III, 415) była własnością klasztoru wąchockiego.
Jak podaje  dziejopis: dwa łany kmiece dawały po fertonie czynszu, a przy tym po 20 jaj, 4 koguty i 2 sery z łanu. Odrabiali też dzień sprzężajny na tydzień, obowiązani do powaby wiosennej i zimowej. Za osep dawali po dwa korce pszenicy, sześć owsa i cztery jęczmienia.
Karczma z rolą płaciła pół grzywny. „Ogrodziarz” (ogrodnik) był jeden płacił trzy grosze czynszu. Był tu młyn i folwark klasztorny.

Wszystkie role prócz tego oddawały dziesięcinę klasztorowi. W 1569 r. wieś ma 4 łany (poborowe).
W wieku XIX, Osiny stanowiły wieś, folwark i osadę karczmarską w powiecie iłżeckim, gminie i parafii Mirzec, odległe od  Iłży 11 wiorst.
Według spisu miast, wsi, osad Królestwa Polskiego z roku 1827, było to 38 domów, 300 mieszkańców.
W roku 1882 było tu 91 domów, 574 mieszkańców, 1179 mórg. ziemi włościańskiej, 284 mórg dworskiej i 1 morga karczmarza.